# Erebia maurus
Erebia maurus är en fjärilsart som beskrevs av Eugen Johann Christoph Esper 1777. Erebia maurus ingår i släktet Erebia och familjen praktfjärilar. Inga underarter finns listade i Catalogue of Life.